# Надпровідний суперколайдер
Надпровідний суперколайдер (англ. Superconducting Super Collider, SSC, також відомий як «Дезертрон») — комплекс прискорювачів елементарних частинок, який на початку 1990-х років будували, але так і не завершили, поблизу Ваксагачі в Техасі в США.
Він повинен був мати довжину кільця 87,1 км і розганяти протони до енергії 20 ТеВ, перевершивши за розміром та енергією всі інші прискорювачі частинок у світі. У 1993 році, коли на проєкт витратили близько 2 млрд доларів і пробурили 22,5 км тунелю, проєкт був скасований Конгресом США.

## Розробка проєкту
Суперколайдер офіційно обговорювався в Національному дослідженні еталонних проєктів 1984 року, в якому розглядалася технічна та економічна доцільність прискорювача з проєктною енергією 20 ТеВ на протон.
На початку 1983 року Консультативний комітет з фізики високих енергій сформував підкомітет нових приладів у рамках програми США з фізики високих енергій. Її очолив фізик Стенфордського університету Стенлі Войчицький. Підкомітету було доручено розробити рекомендації «для передової Програми з фізики високих енергій США у найближчі п'ять-десять років». Підкомітет рекомендував США побудувати надпровідний суперколайдер.
Директор Фермілабу і майбутній лауреат Нобелівської премії з фізики Леон Ледерман був дуже помітним раннім прихильником (а за деякими джерелами — архітектором або ініціатором) проєкту надпровідного суперколайдера, а також головним рушієм і захисником протягом усього часу існування проєкту.
Центральну конструкторську групу (Central Design Group, CDG) було організовано в Каліфорнії в лабораторії Лоуренса в Берклі, яка стала місцем збору фізиків для розробки проєкту надпровідного суперколайдера. У середині 1980-х багато провідних фізиків високих енергій доклали зусиль до просування проєкту, включаючи теоретика Джона Девіда Джексона з Берклі, Кріса Квіга з Фермілабу, Морі Тігнера з Корнелла, Стенлі Войчицького, а також Леона Ледермана, Джеймса Кроніна з Чикаго, теоретика Шелдона Глешоу з Гарварду та Роя Швіттерса.
Директором лабораторії був Рой Швіттерс, фізик з Техаського університету в Остіні. Директором проєкту був адміністратор Департаменту енергетики Луїс Янніелло, а потім Джо Сіпріано, який прийшов до проєкту з Пентагону в травні 1990 року.
У середині 1980-х років Міністерство енергетики США провело великий огляд проєкту. До кінця 1993 року пробурили 17 шахт і прокопали 23,5 км тунелю.

## Будівництво й фінансування

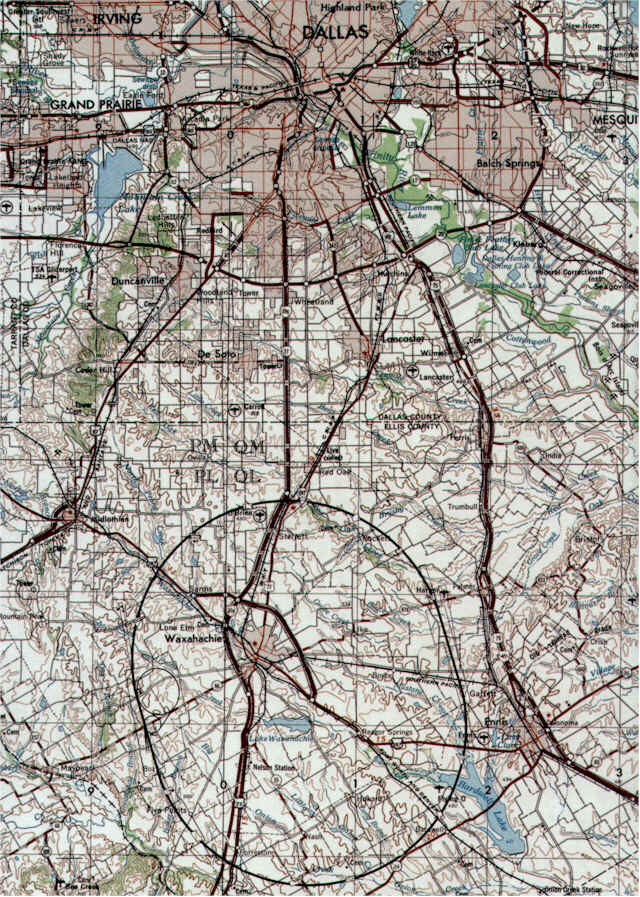
Загальна схема лабораторії на завершальних етапах проєктування

Під час проєктування та першого етапу будівництва точилася гостра дискусія про високу вартість проєкту. У 1987 році Конгресу доповіли, що проєкт може бути завершений за 4,4 мільярда доларів, і він отримав гарячу підтримку спікера Джима Райта з сусіднього міста Форт-Ворт у Техасі. Постійним аргументом було порівняння із внеском НАСА в Міжнародну космічну станцію, який складав подібну ж суму. Критики проєкту (конгресмени, які представляли інші штати США, і вчені, що працювали в інших галузях) стверджували, що США не можуть дозволити собі обидва проєкти одночасно.
Оцінки додаткових витрат, спричинених невикористанням наявної інфраструктури та команди у Fermilab в Іллінойсі, коливались від 495 млн доларів до 3,28 млрд доларів.
Керівники проєкту сподівалися отримати фінансову підтримку з Європи, Канади, Японії, Росії та Індії. Цьому завадило представлення проєкту як доведення американської переваги. Європейське фінансування залишилося в CERN, який уже працював над Великим адронним колайдером. Індія пообіцяла виділити 50 мільйонів доларів. Переговори з Японією провалилися через напруженість у торгівлі в автомобільній промисловості. Американо-японська торговельна місія, де передбачалося обговорити фінансування Надпровідного суперколайдера, закінчилася інцидентом із блювотою Джорджа Буша-старшого.
Конгрес почав виділяти щорічне фінансування проєкту. У 1992 році проти нього виступила більшість Палати представників (231 проти 181), але фінансування було включене в остаточний узгоджений бюджет завдяки підтримці в Сенаті (62 проти 32). На початку 1993 року група, підтримана коштами підрядників проєкту, організувала піар-кампанію, щоб лобіювати підтримку проєкту в Конгресі. У лютому Рахункова палата повідомило про перевиконання бюджету будівництва на 630 мільйонів доларів у розмірі 1,25 мільярда доларів. У березні «New York Times» повідомила, що орієнтовна загальна вартість зросла до 8,4 мільярда доларів. У червні некомерційна організація Проєкт урядового нагляду опублікувала проєкт аудиторського звіту генерального інспектора Департаменту енергетики, який різко критикував суперколайдер за його високу вартість і погане управління відповідальними посадовими особами. Генеральний інспектор розслідував сумнівні витрати на суму 500 000 доларів США за три роки, включаючи 12 000 доларів на різдвяні вечірки, 25 000 доларів на обіди та 21 000 доларів на придбання та обслуговування офісних приміщень. У звіті також зроблено висновок, що документація щодо витрат на проєкт у розмірі 203 мільйони доларів (40 % грошей, витрачених до того моменту) була неадекватною.
У 1993 році президент США Білл Клінтон намагався запобігти скасуванню проєкту, попросивши Конгрес продовжити «підтримувати цю важливу та складну роботу» до завершення, тому що «відмова від SSC на даному етапі означатиме, що Сполучені Штати ставлять під загрозу свою позицію лідера у фундаментальній науці».

## Скасування
Після того як було витрачено 2 млрд доларів (400 млн доларів штатом Техас, решта — Міністерством енергетики), 19 жовтня 1993 року Палата представників відхилила фінансування, а учасники переговорів у Сенаті не змогли його відновити. Після затвердження Палатою представників президент Клінтон 30 жовтня 1993 року підписав законопроєкт, який остаточно скасував будівництво, і висловив жаль з приводу «серйозної втрати» для науки.
Скасуванню сприяли багато факторів: зростання оцінки витрат (до 12 мільярдів доларів); погане управління з боку фізиків і чиновників Міністерства енергетики; припинення потреби доводити вищість американської науки після розпаду Радянського Союзу та закінчення холодної війни; віра в те, що на зекономлені гроші можна буде фінансувати багато дешевших, але таких саме важливих наукових експериментів; бажання Конгресу загалом скоротити витрати (Сполучені Штати мали бюджетний дефіцит у 255 млрд доларів); протидія губернаторки Техасу Енн Річардс; початкова відсутність підтримки президентом Біллом Клінтоном проєкту, розпочатого під час правління його попередників Рональда Рейгана та Джорджа Буша-старшого.
Скасуванню проєкту також сприяла протидія з боку наукового співтовариства. Видатні фізики конденсованого середовища, такі як Філіп Андерсон і Ніколас Блумберген, виступили перед Конгресом проти проєкту. Вони стверджували, що, хоча Надпровідний суперколайдер, безперечно, проводитиме високоякісні дослідження, це не єдиний спосіб отримати нові фундаментальні знання, як стверджували деякі з його прихильників, і тому є невиправдано дорогим. Наукові критики Надпровідного суперколайдера зазначали, що фундаментальні дослідження в інших галузях, таких як фізика конденсованих середовищ і матеріалознавство, були недофінансовані порівняно з фізикою високих енергій, попри те, що ці галузі мали більші шанси принести технологічну та економічну вигоду.

### Реакція на скасування
Стівен Вайнберг, лауреат Нобелівської премії з фізики, помістив скасування Надпровідного суперколайдера в контекст більшої національної та глобальної соціально-економічної кризи, включаючи загальну кризу у фінансуванні наукових досліджень і зниження якості освіти.
Леон Ледерман, провідний рушій і захисник Надпровідного суперколайдера, написав науково-популярну книгу в контексті останніх років проєкту та втрати підтримки Конгресу. Опублікована в 1993 році «Частинка Бога: Якщо Всесвіт є відповіддю, то що є запитанням?» мала сприяти усвідомленню важливості наукової роботи, яку проводив би Надпровідний суперколайдер. Книга популяризувала прізвисько «частинка Бога» для бозона Хіггса.
Закриття Надпровідного суперколайдера мало несприятливі наслідки для південної частини агломерації Даллас-Форт-Ворт, сприяючи м'якій рецесії, особливо в тих частинах Далласа, які лежали на південь від річки Трініті. На момент скасування проєкту вже прорили 22,5 км тунелю та 17 шахт на поверхню, витративши майже 2 млрд доларів.

## Порівняння з Великим адронним колайдером
Запланована енергія зіткнення Надпровідного суперколайдера 2 x 20 = 40 ТеВ була приблизно в три рази більшою, ніж 2 x 6,8 = 13,6 ТеВ (станом на 2023 рік) його європейського аналога, Великого адронного колайдера у CERN у Женеві. Однак запланована кількість зіткнень становила лише одну десяту від проєктної кількості зіткнень Великого адронного колайдера. Довжина кільця Великого адронного колайдера становить 27 км проти запланованих 87,1 км для Надпровідного суперколайдера.
Перевагою Великого адронного колайдера з точки зору вартості було використання наявної інженерної інфраструктури та 27-кілометрового тунелю Великого електрон-позитронного колайдера та використання в ньому іншої, інноваційної конструкції магніту для утримання частинок вищої енергії в доступному тунелі. Зрештою будівництво Великого адронного колайдера обійшлося приблизно в 5 мільярдів доларів США. Загальний бюджет на роботу CERN становить близько 1 млрд доларів на рік. Великий адронний колайдер запрацював у серпні 2008 року.
В інтерв'ю 2021 року Швіттерс припустив, що якби проєкт був завершений, він призвів би до відкриття бозона Хіггса за 10 років до її відкриття в Швейцарії і привернув би до Північного Техасу таку ж кількість відвідувачів, яка зараз приїжджає в CERN — 120 000 на рік.

## Поперечні перерізи зразків надпровідних стрижнів

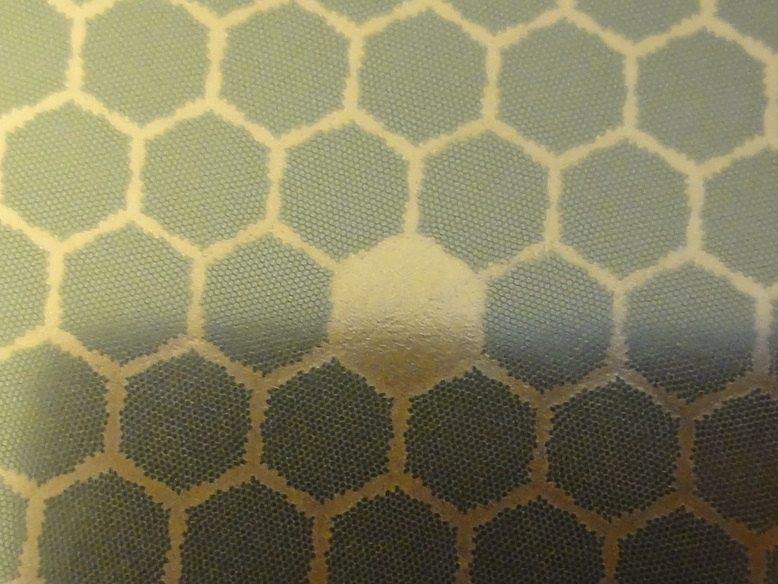
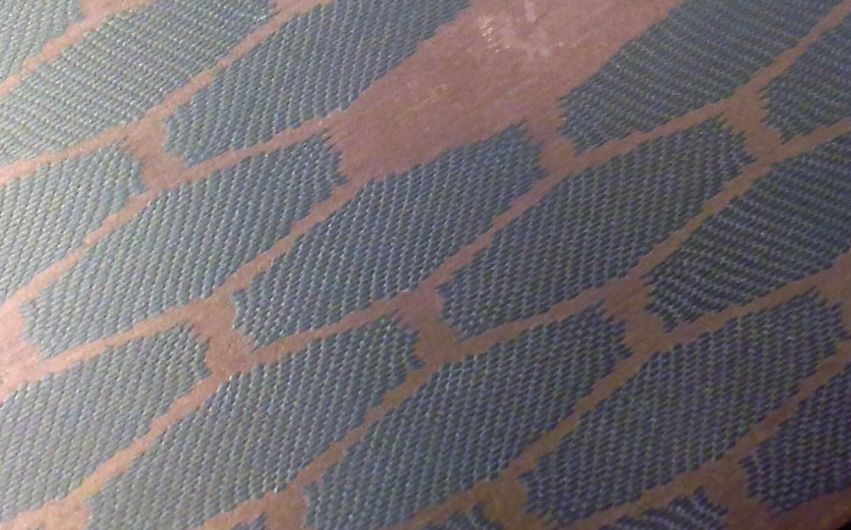
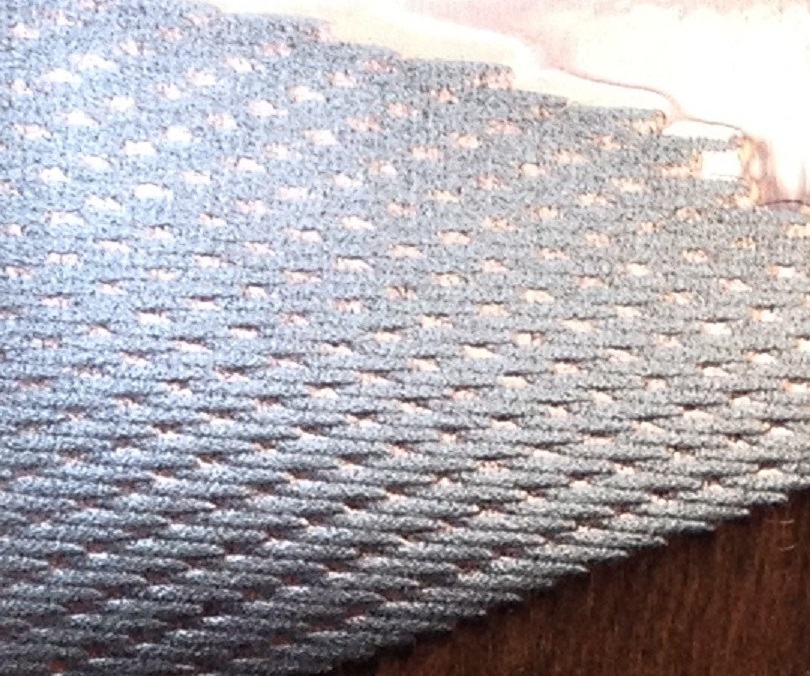
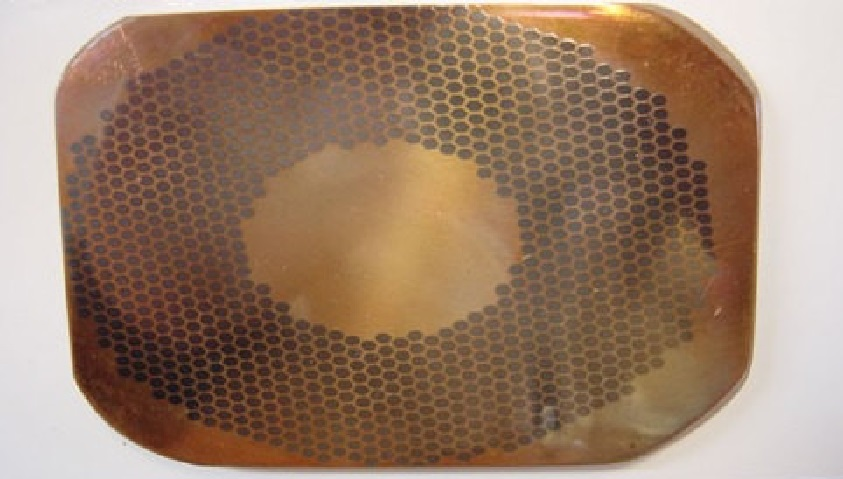

## Доля місця будівництва

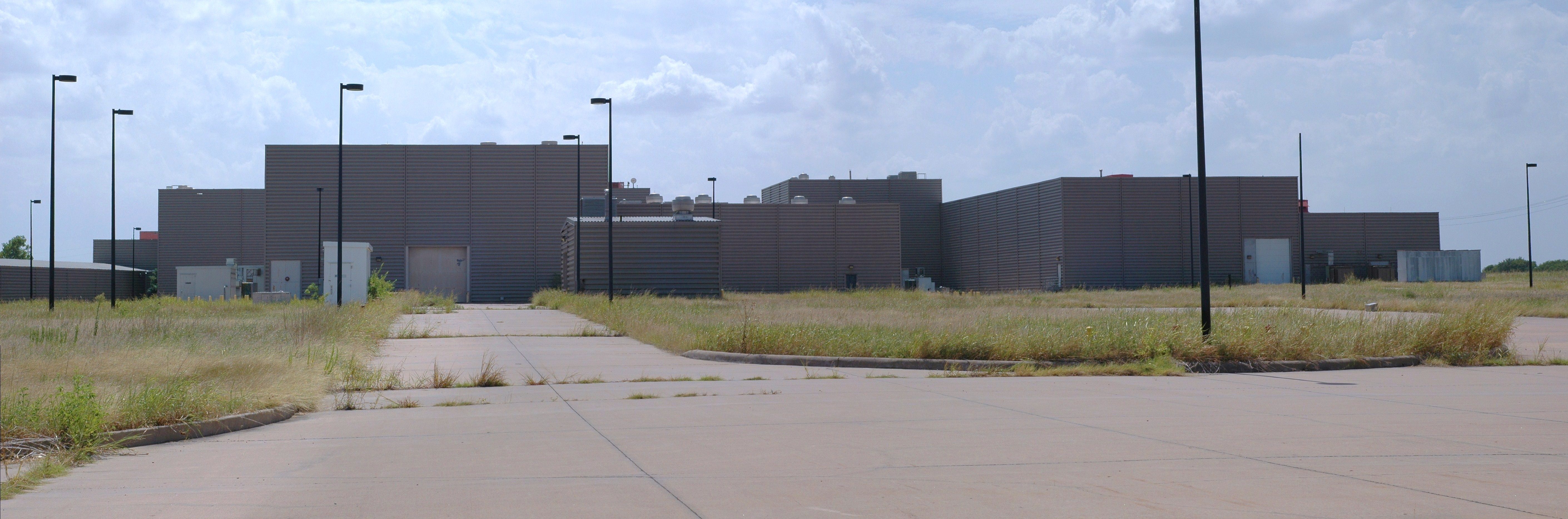
Вигляд місця будівництва Надпровідного суперколайдера у 2008 році

Після того, як проєкт було скасовано, головну ділянку було передано округу Елліс штату Техас, і округ неодноразово намагався продати це майно. Майно було продано в серпні 2006 року інвестиційній групі Collider Data Center під керівництвом Джонні Ганта.
У 2009 році Collider Data Center уклав контракт із GVA Cawley на рекламу місця як центру обробки даних. У 2012 році хімічна компанія Magnablend купила майно та споруди, зіткнувшись із деяким спротивом місцевої громади. Споруди, які стали місцем для переховування злодіїв і проведення нарко-тусовок, були відремонтовані Magnablend та знову відкриті в 2013 році. Тепер тут виробляють нафтопродукти.

## У масовій культурі
У 15 епізоді 3 сезону серіалу «Бівіс і Батхед» під назвою «Громадянин Батхед», який вийшов в ефір 18 жовтня 1993 року, за день до того, як Конгрес скасував фінансування Суперколайдера, один з героїв репетирував запитання до Білла Клінтона: «Враховуючи дефіцит бюджету, чи вважаєте ви, що суперколайдер справді потрібний у цей час?»
«Supercollider», пісня 1993 року бостонського гурту Tribe, представляє точку зору науковця, найнятого для допомоги в створенні проєкту, тоді ще не скасованого.
25 лютого 2001 року епізод Футурами під назвою «That's Lobstertainment!», — комік-робот робить каламбур із Суперколайдером і заявляє, що Суперколайдер побудовано.
Суперколайдер обговорюють епізоді «Західного крила» від 6 березня 2002 року, коли Сем Сіборн допомагає старому професору фізики отримати фінансування для завершення проєкту.
В епізоді «Юного Шелдона» від 21 січня 2021 року суперколлайдер згадується, коли наставник Шелдона Купера (Ієн Армітідж), доктор Джон Стерджис (Уоллес Шон), отримує там нову роботу. Наступний епізод від 1 квітня 2021 року показує екстер’єр закладу, в якому доктор Стерджис приймає телефонний дзвінок від бабусі Шелдона (Енні Поттс).
У 2021 році проєкт був названий прикладом демона бюрократичного хаосу, який «блокує хороші речі» в Міністерстві енергетики США.